# Fiefbergen
Fiefbergen er en by og kommune i det nordlige Tyskland, beliggende i Amt Probstei i den nordlige del af Kreis Plön. Kreis Plön ligger i den østlige/centrale del af delstaten Slesvig-Holsten.

## Geografi
Fiefbergen er beliggende på halvøen Wagrien, ca. 5 km syd for østersøkysten, og lige vest for Schönberg.